# Zamora Club de Fútbol
Maillots
Actualités
Le Zamora Club de Fútbol  est un club espagnol de football basé à Zamora.

## Histoire

Ancien logo.

Le Zamora CF est fondé le 2 août 1969. Le club débute en Segunda división B espagnole lors de la saison 1978-1979.
En 2001, 2003 et 2005, Zamora dispute les play offs d'ascension vers la Segunda División (deuxième division).
En 2006, le club réussit à atteindre les huitièmes de finale de la Coupe du Roi, après avoir éliminé le Villajoyosa CF, la Real Sociedad et la SD Eibar. Zamora est finalement éliminé par le FC Barcelone (1-3 et 6-0).

## Saisons
A l'issue de la saison 2016-2017
| Primera División   | 0  |
| Segunda División   | 0  |
| Segunda División B | 24 |
| Tercera División   | 21 |

## Stade
L'équipe joue ses matchs à domicile au  stade Ruta de la Plata, inauguré en 2002. Auparavant, l'équipe jouait ses matchs au stade de La Vaguada. Le nouveau stade, situé au bord de la rivière Duero, a une capacité de 7 813 personnes. Le terrain a une dimension de 104x70 mètres.